# Brother Records
La Brother Records Inc. (BRI) è un'etichetta discografica fondata nell'ottobre 1966 che detiene i diritti di pubblicazione delle composizioni del gruppo musicale statunitense Beach Boys, inclusa la proprietà del marchio "The Beach Boys" e di tutto quanto ad esso associato.

## Storia
Nella metà del 1966, il business manager dei Beach Boys Nick Grillo formò la società Brother Records, su richiesta degli stessi membri del gruppo, chiedendo al manager di Van Dyke Parks e all'amico di Brian Wilson David Anderle di dirigere la compagnia da un ufficio situato sul Sunset Boulevard a Los Angeles, in California. La nascita della società, venne in parte motivata dalla reazione negativa che la Capitol Records, l'etichetta discografica del gruppo all'epoca, aveva dimostrato nei confronti del progettato SMiLE, l'album dei Beach Boys mai pubblicato che sarebbe dovuto uscire nel '67. La nuova società avrebbe dovuto quindi dare maggiore controllo artistico e potere decisionale alla band stessa circa i loro progetti futuri.
All'atto di nascita della società, gli azionisti di maggioranza della Brother erano gli stessi membri dei Beach Boys: i fratelli Wilson, Brian, Carl, e Dennis, insieme al cugino Mike Love, all'amico Al Jardine, e a Bruce Johnston (che cedette la sua quota nel 1971). Nel 1983, poco tempo dopo la morte improvvisa di Dennis Wilson, i suoi eredi vendettero la sua quota alla società stessa per pagare dei debiti. Nel 1998, a seguito del decesso di Carl Wilson, la quota da lui detenuta passò ai suoi eredi.
Le prime opere pubblicate dalla neonata casa discografica furono il singolo dei Beach Boys intitolato Heroes and Villains e l'album Smiley Smile nel 1967, dischi distribuiti però ancora dalla Capitol Records. Numerosi altri LP dei Beach Boys furono in seguito pubblicati in collaborazione tra la Brother e la Reprise Records, nuova casa discografica della band durante gli anni settanta, inclusi Sunflower, Holland, e 15 Big Ones. Un album dei The Flame, prodotto da Carl Wilson, venne pubblicato nel 1970 su etichetta Brother Records, distribuito dalla Star-day King Records. Alla fine degli anni settanta, i dischi dei Beach Boys passarono ad essere pubblicati dalla Brother in collaborazione con la Caribou Records, che si occupava della distribuzione attraverso la CBS.
Dalla fine degli anni 1990, la Brother Records in collaborazione con la Capitol Records, si è occupata di ristampare l'intero catalogo dei Beach Boys in formato CD, a ciò ha fatto seguito la pubblicazione di numerose compilation e greatest hits come The Best of the Brother Years, ecc... Nel 2003, la Brother ha infine pubblicato su DVD e CD il disco dei Beach Boys Good Timin': Live at Knebworth England 1980, autoproducendolo in proprio.

## Logo
Il logo della Brothers Records è una riproduzione della statua in bronzo intitolata Appeal to the Great Spirit, opera dell'artista Cyrus E. Dallin, presente nel Museum of Fine Arts di Boston. La scultura raffigura un indiano nativo americano a cavallo con le braccia spalancate e la testa rivolta in alto, assorto in una preghiera al "grande spirito".